# Phodoryctis thrypticosema
Phodoryctis thrypticosema là một loài bướm đêm thuộc họ Gracillariidae. Loài này có ở Nam Phi và Zimbabwe.
Ấu trùng ăn Craibia brevicaudata. Chúng ăn lá nơi chúng làm tổ. 